# Rhipidia (Eurhipidia) coheriana
Rhipidia (Eurhipidia) coheriana is een tweevleugelige uit de familie steltmuggen (Limoniidae). De soort komt voor in het Oriëntaals gebied.